# NGC 2313
NGC 2313 ist ein Emissionsnebel im Sternbild Monoceros südlich des Himmelsäquators. Das Objekt wurde am 4. Januar 1862 vom deutsch-dänischen Astronomen Heinrich d’Arrest entdeckt.
Der Nebel ist ca. 3.800 Lichtjahre entfernt.